# Igreja Católica na Ásia
O catolicismo na Ásia faz parte da Igreja Católica Apostólica Romana, sob a liderança do Papa e da Santa Sé. É um ramo do cristianismo que vem crescendo rapidamente, especialmente no sudeste asiático.
A população estimada de católicos na Ásia é de 120,8 milhões de pessoas (3,3% da população asiática), representando 11,24% da população católica global.

## História
A Ásia é o local de origem do judaísmo e do cristianismo, notadamente das igrejas Católica e Ortodoxa. No Oriente Médio ainda há muitas igrejas antigas, algumas das quais estão ligadas à Igreja Católica. O rito latino, por sua vez, é particularmente comum no Extremo Oriente, e usado desde a atividade missionária estabelecida no século XVI.

## Países
Entre os países asiáticos com a maior proporção de católicos estão Timor-Leste, seguido pelas Filipinas, Líbano, Coreia do Sul, Singapura, Vietnã e Sri Lanka. O estado com o menor proporção de católicos na Ásia é a Mongólia.
Os estados asiáticos com maioria católica são as Filipinas (78,8%) e Timor Leste (97,5%). As Filipinas, com aproximadamente 85 milhões de católicos, também constituem a maior comunidade católica nacional depois do Brasil e do México (e antes dos EUA).
Outros estados asiáticos com minorias católicas significativas são Líbano (28,8%), Coreia do Sul (11%), Singapura (6,7%), Sri Lanka (6,1%), Vietnã (6,1%), Brunei (5%), Malásia (4,5%), Indonésia (3%), Chipre (2,9%), Síria (2,1%), Índia (1,5%; em Kerala 11%), Taiwan (1,3%) e Israel (1,2%). Uma situação particular é representada por alguns estados do Golfo Pérsico, em especial Catar (10,5%), Bahrein (8,9%) e Kuwait (8,5%), onde a minoria católica é constituída quase exclusivamente por imigrantes; um fenômeno semelhante, mas com porcentagens mais baixas também é encontrado na Arábia Saudita (5,5%), nos Emirados Árabes Unidos (5%) e em Omã (4,1%). A disseminação do catolicismo na China é mal documentada, com algumas estimativas colocando a porcentagem em torno de 0,7%, com picos locais mais altos (5,3% em Hong Kong e 4,6% em Macau).

## Igrejas Católicas Orientais
As Igrejas católicas orientais são Igrejas particulares sui iuris em plena comunhão com o Papa, fazendo por isso parte da Igreja Católica. Em número de 23, elas conservam as seculares tradições litúrgicas e devocionais das várias igrejas orientais com as quais estão associadas historicamente. Algumas dessas igrejas tem seus territórios eclesiásticos localizados na Ásia:
- Tradição Litúrgica de Antioquia ou Siríaca Ocidental
  - Igreja Maronita (esteve sempre em comunhão com a Igreja Católica, união oficial reafirmada em 1182)
  - Igreja Católica Siríaca  (1781)
  - Igreja Católica Siro-Malancar (1930)

- Tradição Litúrgica Arménia
  - Igreja Católica Arménia (1742)

- Tradição Litúrgica Bizantina
  - Igreja Greco-Católica Melquita (1726)

- Tradição Litúrgica Caldeia ou Siríaca Oriental
  - Igreja Católica Caldeia (1552)
  - Igreja Católica Siro-Malabar (1887)

A maioria dos católicos da Ásia pertencem à Igreja Latina.

## Organizações e instituições
Em 2010, a Igreja Católica na Ásia incluía:
- 76 arquidioceses
- 335 dioceses
- 1 abadia territorial
- 16 vicariatos apostólicos
- 35 prefeituras apostólicas
- 3 missões sui juris
- 4 administrações apostólicas
- 2 ordinariatos militares

Em 2010, a população católica atingiu a marca  de 124.046.000 de fiéis, ou seja, 3,05% da população do continente. Além disso, havia:
- 11.092 paróquias
- 740 bispos
- 31.737 sacerdotes diocesanos
- 22.185 sacerdotes religiosos
- 143 diáconos permanentes
- 32.677 seminaristas maiores
- 24.319 seminaristas menores
- 160.862 religiosas
- 1.712 membros de institutos seculares
- 301.542 catequistas
- 40.311 escolas
- 10.633 instituições de caridade

Em 2025, a Ásia tinha 37 cardeais (14,7% do total), dos quais 24 eram cardeais eleitores (17,6%).